# Boekel
Boekel é um município dos Países Baixos, situado na província de Brabante do Norte. Tem 34,52 km² de área e sua população em 2020 foi estimada em 10.872 habitantes.